# Palazzo Regio (Cagliari)

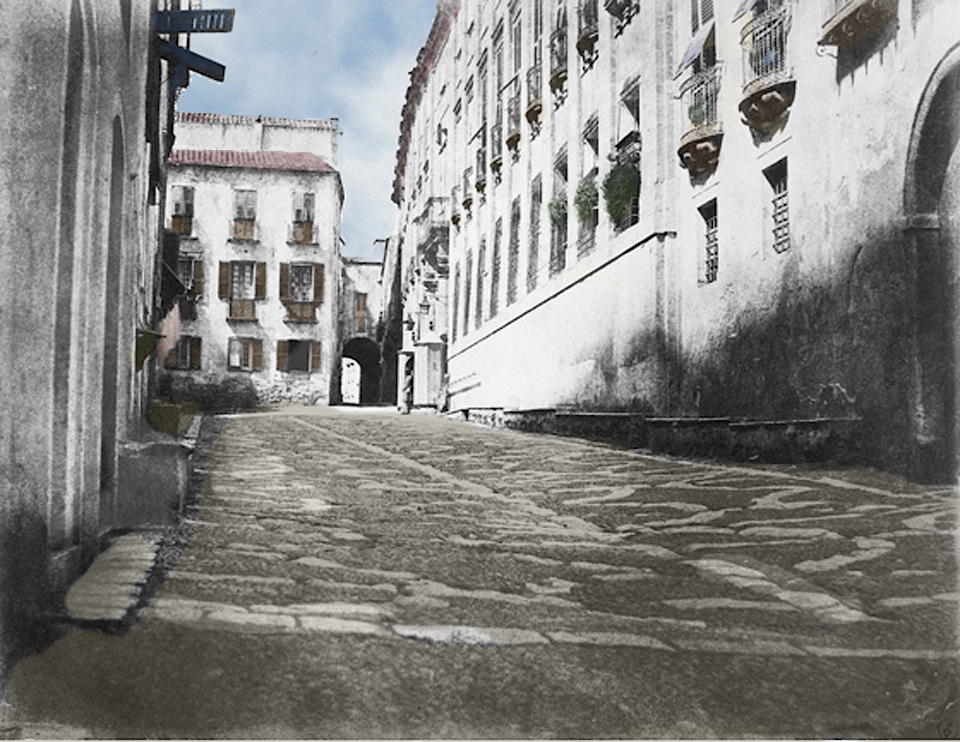
L'angusto slargo di fronte al palazzo Regio e al palazzo Arcivescovile (sulla destra) nel 1854, ben prima della sistemazione di piazza Palazzo, risalente al secondo dopoguerra

Il palazzo Regio, chiamato anche palazzo Viceregio, è uno storico edificio di Cagliari, antica residenza del rappresentante del re durante le dominazioni aragonese, spagnola e sabauda e attualmente sede della Prefettura della Città metropolitana di Cagliari e ospita gli uffici decentrati della nuova Provincia del Sud Sardegna. Si trova in piazza Palazzo, nel quartiere Castello.

## Storia
Il palazzo ha origini duecentesche, fu costruito durante la dominazione di Pisa, e divenne sede del governatore e dei viceré dal 1337, per volere di Pietro IV d'Aragona. Nel corso dei secoli l'edificio subì diverse modifiche e ampliamenti. Particolarmente significativi furono i restauri settecenteschi; nel 1730, ad opera degli ingegneri piemontesi de Guibert e de Vincenti fu realizzato lo scalone d'onore che conduce al piano nobile, le cui sale furono restaurate nel 1735 dall'ingegnere Augusto de la Vallée. La facciata ovest, col portale principale in asse con lo scalone, venne sistemata entro il 1769, come si evince dall'iscrizione posta sulla lunetta della porta finestra che si apre sul balcone centrale.
Tra il 1799 e il 1815 il palazzo fu residenza ufficiale della famiglia reale e della corte, in esilio da Torino, occupata da Napoleone.
Nel 1885 il palazzo divenne proprietà della Provincia, che vi stabilì la sua sede di rappresentanza e curò i restauri degli ambienti interni, al fine di adeguarli alla nuova funzione. Nel 1893 iniziarono i lavori di decorazione della sala del Consiglio, ad opera del perugino Domenico Bruschi per gli affreschi e dell'Angeletti per gli stucchi. L'opera si concluse nel 1896.

## Galleria d'immagini

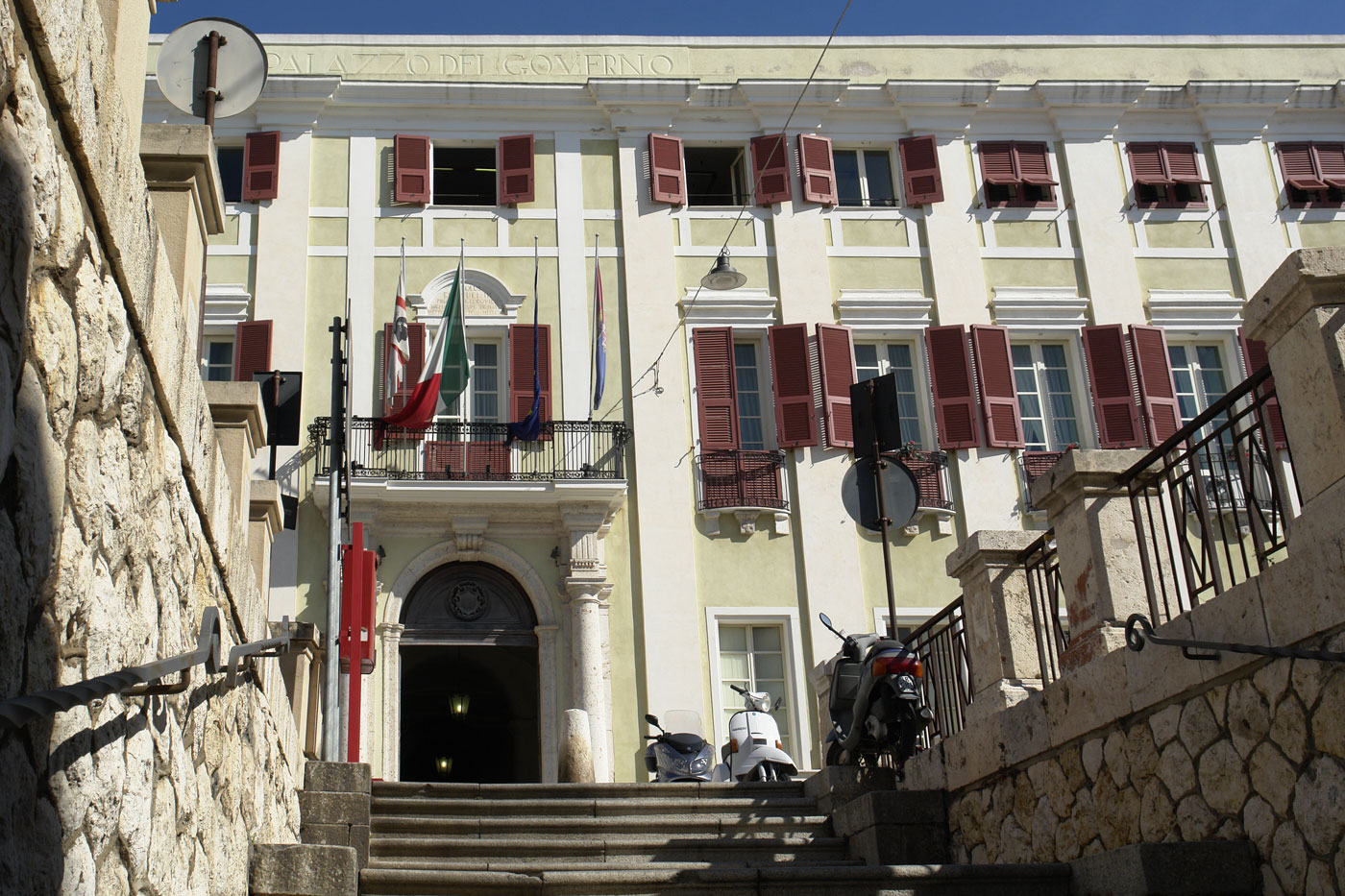
Scorcio della facciata ovest
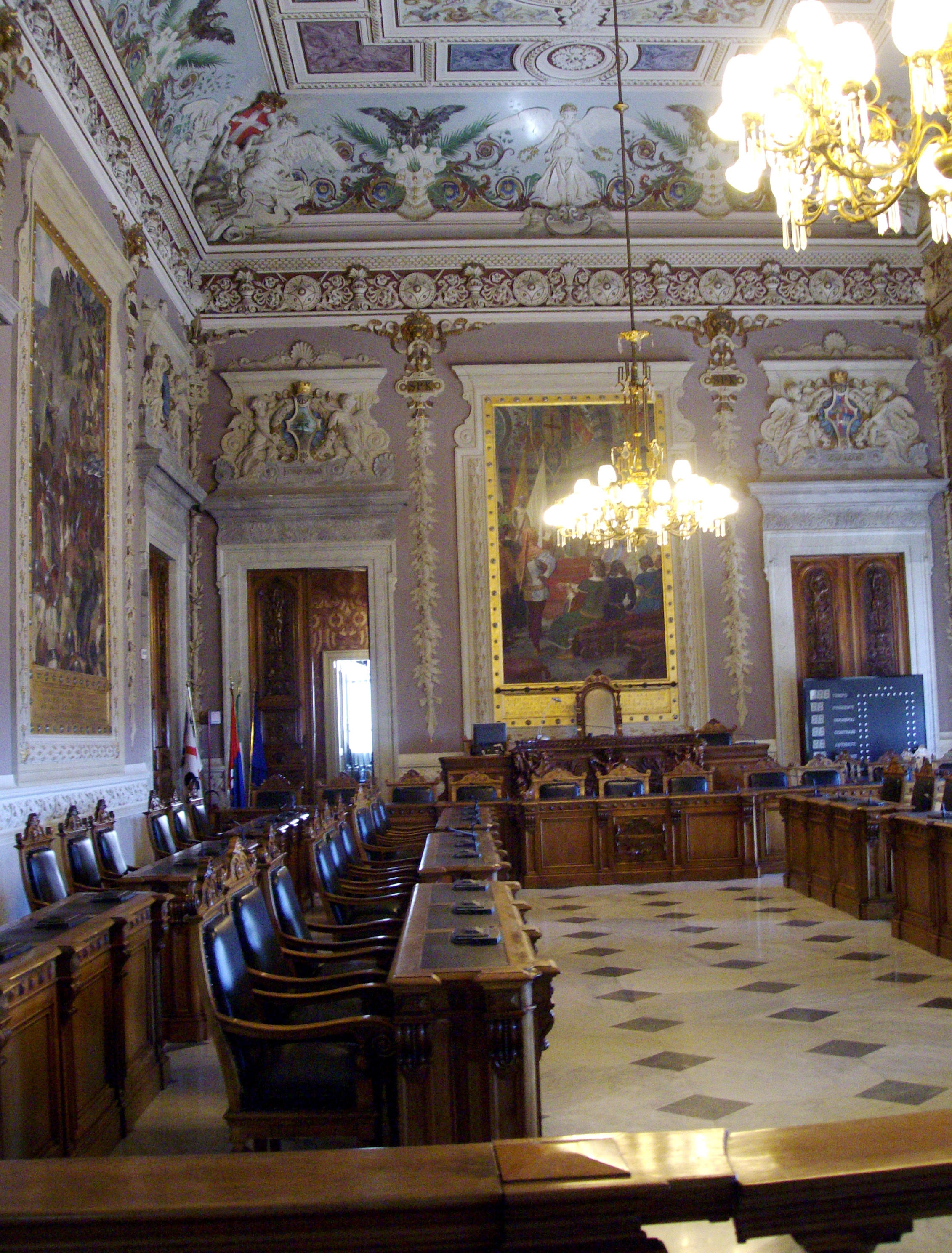
Sala consiglio metropolitano
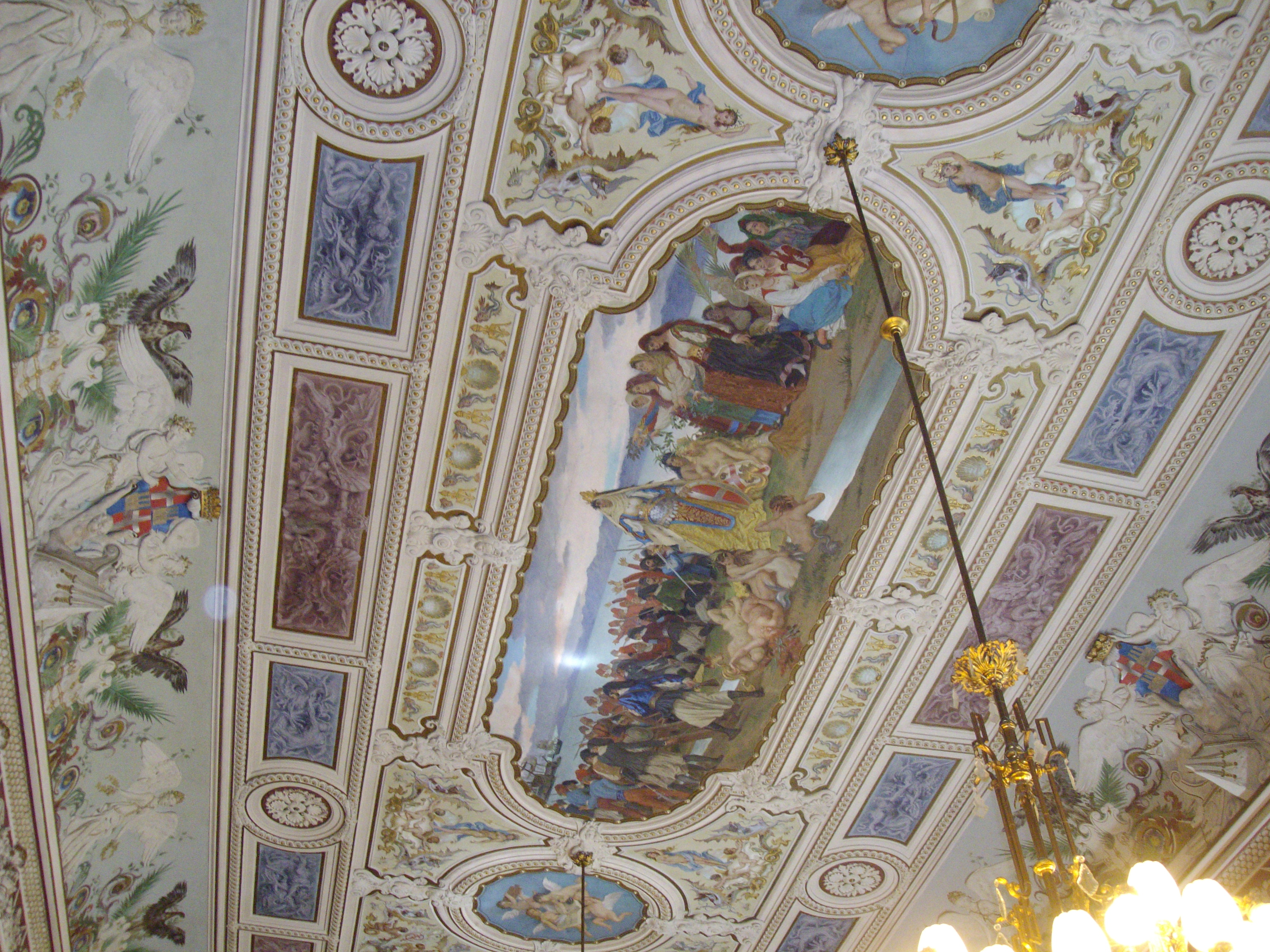
Affresco
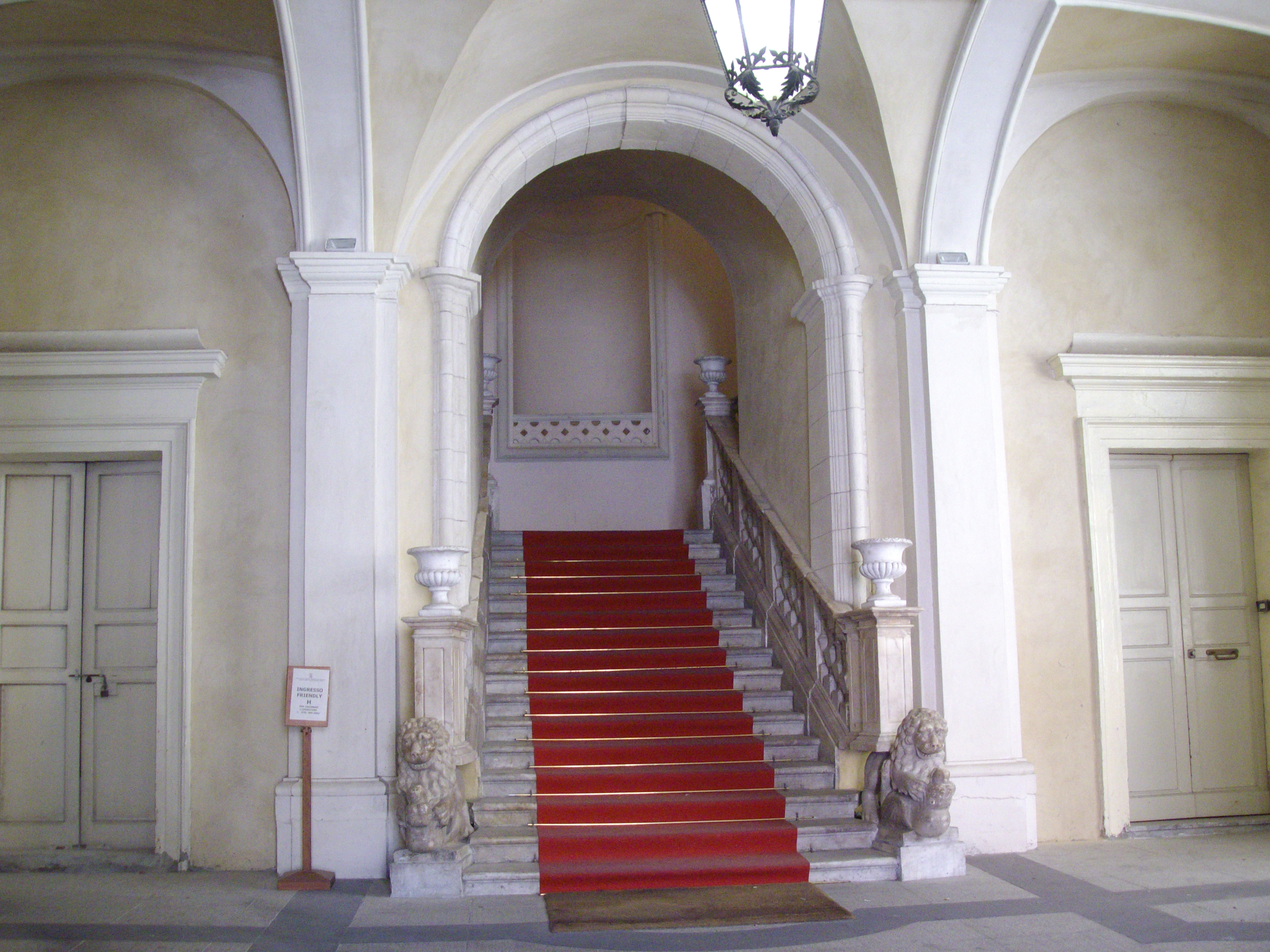
Scalinata interna
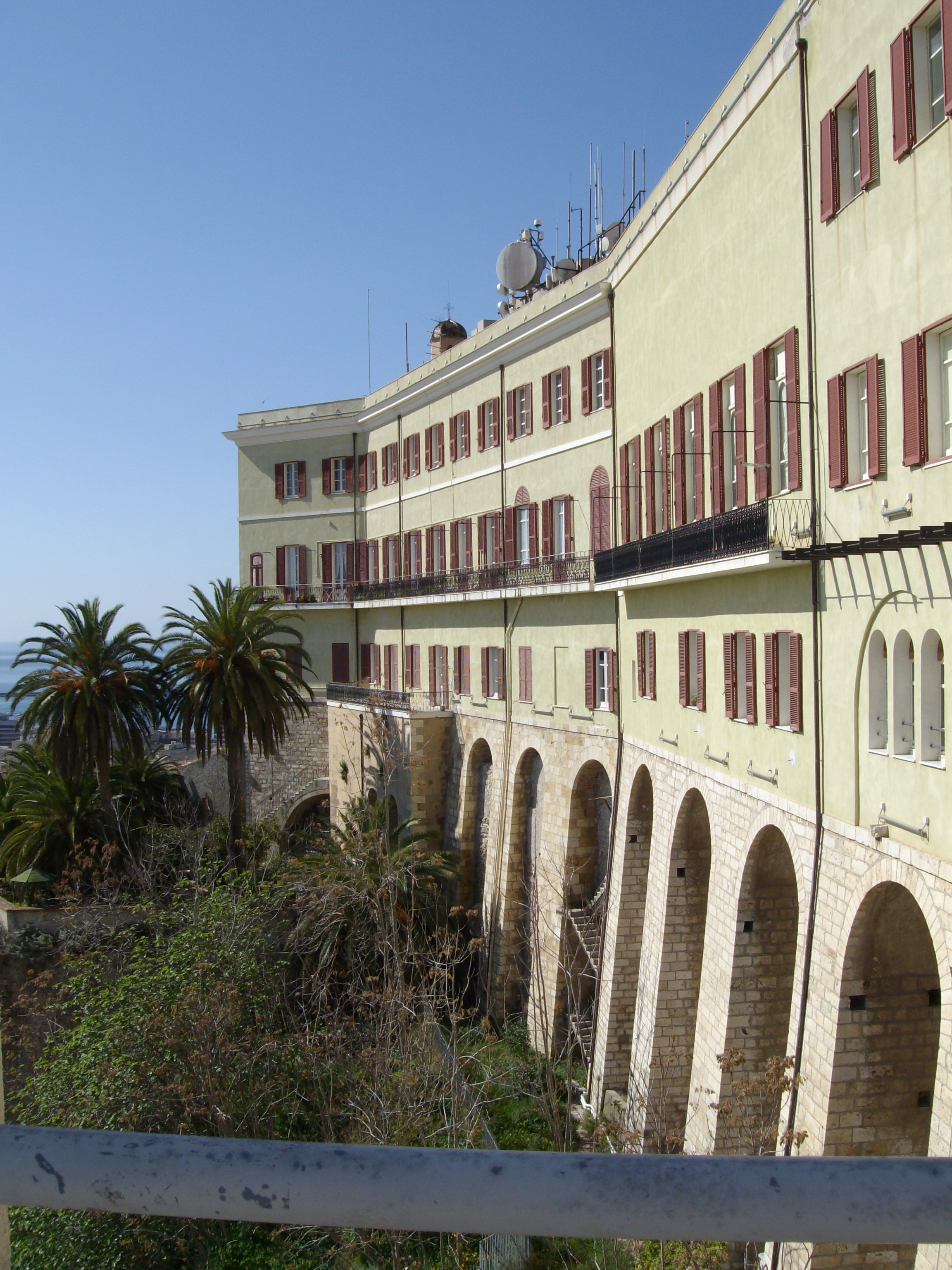
Facciata est